# アミュンタス4世
アミュンタス4世（希: Ἀμύντας Δ΄、ラテン文字転記：Amyntas IV、? - 紀元前336年）は、アルゲアス朝のマケドニア王（在位：紀元前359年 - 紀元前356年）である。

## 生涯
アミュンタス4世は先代の王ペルディッカス3世の子である。アミュンタスは父王が紀元前359年にイリュリア人との戦いで死んだために王位に上った。しかし、アミュンタスはまだ幼子だったので叔父のピリッポス2世が摂政となり、国政を担った。ユスティヌスによれば、ピリッポスはしばらくは摂政の地位に留まっていたが、戦争が切迫してきたため、民衆に推挙されて王位についた。その後、アミュンタスはピリッポスの娘キュナネと結婚し、ピリッポスの庶子ピリッポス3世の妃となるアデア（のちのエウリュディケ2世）をもうけた。
紀元前336年にアミュンタスは従兄弟のアレクサンドロス3世の命を狙う陰謀を企てたが、不発に終わって処刑された。

## 註
1. ↑  ディオドロス, XVI, 2
2. ↑  ユスティヌス, VII, 5
3. ↑  ibid, VII, 5
4. ↑  クルティウス, VI, 9, 17